# Séwé Sport de San-Pédro
O Séwé Sport de San-Pédro é um clube de futebol com sede em San-Pédro, Costa do Marfim. A equipe compete no Campeonato Marfinense de Futebol.

## História
O clube foi fundado em 1977.

## Títulos
| NACIONAIS       | NACIONAIS              | NACIONAIS | NACIONAIS                  |
|                 | Competição             | Títulos   | Temporadas                 |
| --------------- | ---------------------- | --------- | -------------------------- |
| Costa do Marfim | Ligue 1 Côte d'Ivoire  | 3         | 2011-12, 2012-13, 2013-14. |
| Costa do Marfim | Coupe de Côte d'Ivoire | 1         | 2016.                      |
| Costa do Marfim | Copa Houphouët-Boigny  | 4         | 2005, 2012, 2013, 2014.    |